# جيمس أندروود
السير جيمس إلفينستون أندروود FMedSci (من مواليد 11 أبريل 1942)، طبيب وعالم أمراض بريطاني نال لقب فارس لخدماته لل دواء في قائمة الشرف 2005. 

## النشأة والتعليم
ولد أندروود في والسال في عام 1942 ، حيث كان والده، جون أندروود، ممارسًا عامًا.  استقرت العائلة في شلتنهام عام 1948. تلقى تعليمه في مدرسة داون سايد في سومرست .  من عام 1960 إلى عام 1965 كان طالبًا في كلية الطب في مستشفى سانت بارتولوميو الطبي  ، وطبيبًا في مستشفى سانت ستيفن في تشيلسي

## المهنة
كان عميد كلية الطب والعلوم الطبية الحيوية بجامعة شيفيلد ، وأستاذ علم الأمراض في الجامعة نفسها، وكذلك استشاري علم التشريح المرضي في مستشفى NHS Foundation Trust للمستشفيات التعليمية.  من عام 2000 إلى عام 2002 ، بالانتخاب ، شغل منصب رئيس الشعبة البريطانية للأكاديمية الدولية لعلم الأمراض  وانتُخب لاحقًا كرئيس للكلية الملكية لعلماء الأمراض من 2002-2005.  
كانت توجهاته المهنية نحو إيجاد حلول لمشاكل احتباس الأنسجة واستخدامها في المملكة المتحدة.  وقبل تقاعده مباشرة، في سن ال 64 ، أصبح البروفسور أندروود زميلًا لأكاديمية العلوم الطبية . 
وكان عضوا في هيئة الأنسجة البشرية، التي تراقب وتنظم استخدام الأعضاء البشرية في البحث والتعليم.  خلال حياته المهنية، يذكر السير جيمس ارتكابه خطأ عندما أخطأ في تشخيص ورم غدي حميد لاشتباهه بورم خبيث في الخصية، مما أدى إلى إزالة خصية المريض دون داع. 

## الاهتمامات البحثية
- أمراض الكبد
- مرض الثدي
- التعليم الطبي [14] (خاصة دور التشريح )
- عمل على أكثر من 100 مقالة بحثية [10]
- محاضر متميز [15]

## حياته الشخصية
للسيد جيمس أندروود وزوجته، السيدة أليس، ثلاثة أطفال.   خارج العمل، يستمتع بالموسيقى وبالتنزه مع عائلته. 

## كتب
- سمي كتاب أندروود باثولوجي: منهج إكلينيكي (نُشر في عام 2013) باسم السير جيمس، [19] وحاز على جائزة الكتب المدرسية لطلاب الجمعية الطبية البريطانية 2014. [20]
- محرر مشارك في علم الأمراض العام والنظامي ، تشرشل ليفينغستون، 2009 (الطبعة الخامسة). فازت الإصدارات السابقة بالسير جيمس والمؤلفين المساهمين في جائزة الجمعية الملكية للطب للكتاب (2000 ، الطبعة الثالثة) وجائزة الكتاب المدرسي لطلاب الجمعية الطبية البريطانية (2005 ، الطبعة الرابعة) وجائزة أولى في جوائز بريطانيا لتصميم وإنتاج الكتاب (2001 ، 3rd الطبعة). [5]
- محرر مشارك سابق لأحدث التطورات في التشريح المرضي [21] [22] [23] [24] [25]
- محرر مقدمة في تفسير الخزعة وعلم الأمراض الجراحي [26]
- محرر علم أمراض النواة [27]
- محرر دراسات الحالة في علم الأمراض العام والمنهجي [28]
- محرر سابق لمجلة الهستوباثولوجيا

## روابط خارجية
- السيرة الذاتية في جامعة شيفيلد
- صورة بنج جونز

| المكاتب التعليمية       | المكاتب التعليمية                              | المكاتب التعليمية    |
| ----------------------- | ---------------------------------------------- | -------------------- |
| سبقه السيد جون ليليمان ‏ | رئيس الكلية الملكية لعلماء الأمراض 2002 - 2005 | تلاه ادريان نيولاند ‏ |